# Plánula
La larva plánula es propia de la mayoría de los cnidarios; algunos grupos de nemertinos producen larvas muy similares a la plánula. Es una larva ciliada, aplanada, con simetría bilateral y que nada libremente.
El clado Planulozoa se ha propuesto sobre la base de la hipótesis de que los bilaterales quizá representen una derivación pedomórfica de una larva plánula ancestral.

## Características
En los escifozoos y algunos hidrozoos, la larva plánula se forma a partir de los huevos fertilizados de una medusa, mientras que en los antozoos, que carecen de forma medusa, se forman a partir de pólipos.
Dependiendo de la especie, la plánula se transforma directamente en una versión en miniatura del adulto que nada libremente (como es el caso de muchos escifozoos de alta mar), o bien navega en el agua hasta que alcanza un sustrato sólido (muchos prefieren sustratos específicos) donde se fijan y se transforman en un pólipo, como pasa en los antozoos, muchos escifozoos costeros y algunos hidrozoos.
Las plánulas del subfilo Medusozoa carecen de boca y de aparato digestivo siendo por tanto incapaces de alimentarse por sí solas, mientras que las de los antozoos sí pueden comer. Las larvas plánulas nadan con el extremo aboral (el más lejano a la boca) hacia delante.